# Ґуравіно
Ґуравіно (пол. Górawino, нім. Gerfin) — село в Польщі, у гміні Боболиці Кошалінського повіту Західнопоморського воєводства.
Населення — 29 осіб (2011).

## Демографія
Демографічна структура станом на 31 березня 2011 року:
|          | Загалом | Допрацездатний вік | Працездатний вік | Постпрацездатний вік |
| -------- | ------- | ------------------ | ---------------- | -------------------- |
| Чоловіки | 15      | 4                  | 10               | 1                    |
| Жінки    | 14      | 2                  | 9                | 3                    |
| Разом    | 29      | 6                  | 19               | 4                    |